# Avocat au Bénin
Au Bénin, l'avocat est un auxiliaire de justice ayant les prérogatives de conseiller et de représenter les parties à un procès en vue de plaider pour elles dans toutes les affaires civiles, fiscales, commerciales, sociales et pénales. Son exercice est régie par la loi n° 65-6 du 20 avril 1965 instituant le barreau au Bénin  (ex-Dahomey).

## Historique
Le 20 avril 1965, les présidents Sourou Migan Apithy et Justin Ahomadegbé promulguent la loi instituant le barreau en République du Dahomey, devenu Bénin.

## Accès à la profession
L'accès à la profession est conditionée par certaines normes en vigueur en République du Bénin. Il est essentiellement régi par deux textes dont la loi N° 65-6 du 20 avril 1965 et, le Règlement Intérieur  modifié le jeudi 19 mars 2009 par le Conseil de l’Ordre du Bénin.
Des dispositions combinées de ces deux instruments juridiques, pour devenir avocat au Bénin, il faut justifier d’une formation de base, être titulaire du Certificat d’Aptitude à l’exercice de la Profession d’Avocat, prêter le serment d’Avocat et, effectuer un stage.

### Formation
La formation est indiquée par les dispositions des articles 7 et 20 de la loi du 1965 instituant le Barreau. Selon ces dispositions, la formation de base requise pour devenir Avocat est celle des études en droit sanctionnée par une licence. Mais, vu la dynamique et les réformes universitaires, le diplôme de Maîtrise en droit est plutôt exigé. Mais, à ce diplôme,  s'ajoute le Certificat d’Aptitude à la Profession d’Avocat (CAPA).
Le CAPA est organisé, chaque année, conjointement par l’Université d’Abomey-Calavi à travers la Faculté de Droit et de Sciences Politiques et, l’Ordre des Avocats du Bénin. L’examen se déroule en deux phases : l’une écrite et l’autre orale. L’admissibilité à l’écrit et à l’oral, est subordonnée à l’obtention d’une moyenne de 12/20.

### Prestation de serment
La carrière d’Avocat commence avec la prestation du serment d’Avocat dont, au Bénin, le texte est indiqué par l’article 21 de la loi 65-6 du 20 avril 1965. Il est le suivant : « Je jure de ne rien dire ou publier, comme défenseur ou conseil, de contraire aux lois, aux règlements, aux bonnes mœurs, à la sûreté de l’Etat et à la paix publique et de ne jamais m’écarter du respect dû aux tribunaux et aux autorités publiques »,.